# 反戦歌
反戦歌（はんせんか、英: anti-war song）は、戦争に対する抗議、反戦運動のメッセージを歌詞に込めた楽曲の総称であり、プロテストソングの一種である。具体的に戦争に関わる語句を用いず、暗喩として表現されるものも多い。クリーデンス・クリアウォーター・リバイバルの「雨を見たかい」やグレン・キャンベルの「ガルベストン」のように作詞者等に明確な反戦の意図がない楽曲であっても、第三者によって反戦歌と解釈されることもある。

## 概要
特にベトナム戦争当時の反戦フォークは世界的なムーブメントとなったが、現在では幅広いジャンルにおいて様々な反戦歌が歌われている。時として反戦に加えて戦争を遂行する体制・政治家に対する批判を含む。
言論・表現の規制の例としては、第二次世界大戦中や、911後のアメリカのように政府や放送局などが、体制批判や厭戦的風潮の蔓延を警戒して、反戦歌と解釈可能な楽曲の放送を禁止、自粛するよう要求するケースがある。
1960年代から70年代初頭にかけてボブ・ディラン、ジョン・レノン、ニール・ヤング、マーヴィン・ゲイらが歌った反戦歌がよく知られている。日本では岡林信康や高田渡、加川良らの反戦フォーク歌手が活躍した。

## 世界の反戦歌

### 1950年代
- 花はどこへ行った（Where Have All The Flowers Gone?）：ピート・シーガー（Pete Seeger）（1955年）[4][注 2]
- 脱走兵：ボリス・ヴィアン（1954年）
- コリア・ブルース：J.B.ルノア（1950年代）
- アイム・イン・コリア：J.B.ルノア（1950年代）

### 1960年 - 1964年
- 勝利を我等に（We Shall Overcome）：ジョーン・バエズ他（1960年）[5][6]
- 風に吹かれて（Blowin' in The Wind）：ボブ・ディラン（1962年）[7]
- 悲惨な戦争：ピーター・ポール&マリー（1962年）
- ターン・ターン・ターン：ピート・シーガー（1962年）
- 小さな世界　(It's a small world) : シャーマン兄弟(1962年)
- 戦争の親玉（Masters of War）：ボブ・ディラン（1963年）
- 時代は変る：ボブ・ディラン（1963年）
- 虹とともに消えた恋 : ピーター・ポール&マリー（1963年）
- ユニバーサル・ソルジャー : バフィー・セントメリー（1964年）
- ベトナム・ブルース：J.B.ルノア（1960年代）
- ドラフト・ドジャー・ラグ：フィル・オクス（1960年代） - 南ベトナム政府軍に射殺された19歳のベトコンの若者
- アイ・エイント・マーチング・エニイ・モア：フィル・オクス（1960年代）

### 1965年 - 1969年
- リンドン・ジョンソン・トールド・ザ・ネーション：トム・パクストン（1965年）
- マイ・サン・ジョン：トム・パクストン（1966年）
- ジミー・ニューマン：トム・パクストン（1969年）
- 明日なき世界（Eve of Destruction） : バリー・マクガイア（1965年）[注 3]
- マーチング・オフ・トゥ・ザ・ウォー：ウィリアム・ベル（1966年）
- クリスマス・イン・ヴィエトナム（ベトナム）：ジョニー&ジョン(1966年)
- ゴーイング・トゥ・ヴィエトナム（ベトナム）：ビッグ・エイモス(1967年)
- 腰まで泥まみれ（Waist Deep in the Big Muddy） : ピート・シーガー（1967年）[8]
- アイム・ フィクシン・トゥ・ダイ・ラグ（The "Fish" Cheer/I-Feel-Like-I'm-Fixin'-to-Die Rag）：カントリー・ジョー・アンド・ザ・フィッシュ（1967年）[注 4]
- フォー・ホワット・イッツ・ワース：バッファロー・スプリングフィールド（1967年）
- ゲット・トゥゲザー：ヤングブラッズ（1967年、1969年）
- 愛こそはすべて：ビートルズ（1967年）
- ブッチャーズ・テイル：ゾンビーズ（1968年）[9][10]
- レボリューション：ビートルズ（1968年）
- アンノウン・ソルジャー（The Unknown Soldier）：ドアーズ（1968年）
- エブリバディーズ・クライング・マーシー：モーズ・アリスン（1968年）
- 自由の広場：ティム・ハーディン（1969年）
- ア・レター・フロム・ヴィエトナム（ベトナム）：エマニュエル・ラスキー(1969年)
- 平和を我等に（Give Peace a Chance）：ジョン・レノン（プラスティック・オノ・バンド）（1969年）[11]
- ヴォランティアーズ（Volunteers）：ジェファーソン・エアプレイン（1969年）
- フォーチュネイト・サン：クリーデンス・クリアウォーター・リバイバル（1969年）
- 悲しみのジェット・プレーン：ピーター・ポール&マリー（1969年）
- ギミー・シェルター：ローリング・ストーンズ（1969年）
- スカイ・パイロット（Sky Pilot）：アニマルズ（1969年）
- シル・ラ=シャローム : ヤイール・ローゼンバルム (1969年)
- 戦争をやめよう：グランド・ファンク・レイルロード（1969年）
- ガルベストン：グレン・キャンベル（1969年）
- フィドルとドラム：ジョニ・ミッチェル（1969年）

### 1970年代
- 黒い戦争（War）：エドウィン・スター（1970年）
- 雨を見たかい（Have You Ever Seen the Rain?）：クリーデンス・クリアウォーター・リバイバル（1970年） - 「雨」がベトナム戦争での北爆のナパーム弾のことと解釈され、全米で放送禁止となった。しかし、後にジョン・フォガティは、「カリフォルニアのお天気雨を歌ったもの」として、反戦歌であることを明確に否定している。
- オハイオ：クロスビー、スティルス、ナッシュ&ヤング（1970年） - オハイオ州のケント州立大学で、平和集会に参加した学生が州兵に銃殺された事件に題を取っている。
- 自由の値（Find the Cost of Freedom）：クロスビー、スティルス、ナッシュ&ヤング（1970年）
- チャイルド・イン・タイム（Child in Time）：ディープ・パープル（1970年）
- アメリカン・ウーマン（American Woman）：ゲス・フー（1970年）
- カム・アウェイ・メリンダ（Come Away Melinda）：ユーライア・ヒープ、ティム・ローズ、ボビー・ジェントリーほか（1970年）
- ウォー・ピッグス（War Pigs）：ブラック・サバス（1970年）
- マシン・ガン：ジミ・ヘンドリックス（1970年）
- サンシャイン：ジョナサン・エドワーズ（1971年）
- サム・ストーン：ジョン・プライン（1971年）[12]
- ウイ・ガット・ハブ・ピース：カーティス・メイフィールド（1971年）
- ホワッツ・ゴーイン・オン：マーヴィン・ゲイ（1971年）
- イマジン：ジョン・レノン（1971年）[13]
- 兵隊にはなりたくない（I Don't Want to Be a Soldier）：ジョン・レノン（1971年）
- ハッピー・クリスマス（戦争は終った）（Happy Xmas (War Is Over)）：ジョン・レノン&オノ・ヨーコ（1971年）
- 平和に生きる権利（El Derecho de Vivir en Paz）：ビクトル・ハラ (1971年) - チリで作られたベトナム反戦歌。日本では1970年代後半にうたごえ運動が最初に取り上げ、日本語訳の歌詞も付けられた。
- アイド・ラブ・トゥ・チェンジ・ザ・ワールド（I'd Love to Change the World）：テン・イヤーズ・アフター（1971年）
- かなわぬ想い（Why Can't We Live Together）：ティミー・トーマス（1972年）
- ジス・イズント・ホワット・ザ・ガヴァメント（This Isn't What The Governmeant） ：ブレッド（1972年）
- ダイアログ：シカゴ（1972年）
- ポリティカル・サイエンス：ランディ・ニューマン（1972年）
- バック・トゥ・ザ・ワールド：カーティス・メイフィールド（1973年）
- ギヴ・ミー・ラヴ：ジョージ・ハリスン（1973年）
- アイ・キャント・ライト・レフト・ハンデッド：ビル・ウィザース（1973年）
- 悲しみのヒーロー（Billy Don't Be a Hero）：ボー・ドナルドソン&ヘイウッズ、ペイパー・レイス（1974年）
- 錯乱の扉（The Gates of Delirium）：イエス（1974年）
- USブルース：グレイトフル・デッド（1975年）
- ただ神に祈ることは（Sólo le pido a Dios）：レオン・ヒエコ（León Gieco） (1978年) - もともとアルゼンチン軍政に反対する曲だったが、1982年フォークランド紛争の際に反戦歌としてヒットした。

### 1980年 - 1990年代
- ロックバルーンは99（99 Luftballons）：ネーナ（1983年）
- ブラディ・サンデー（Sunday Bloody Sunday）：U2（1983年） - 他にも多くの反戦、人権問題、軍事政権批判の曲を発表している。
- 戦争のうた（The War Song）：カルチャー・クラブ（1984年） - 「戦争なんて馬鹿げてる」（war is stupid）と冒頭から繰り返されている上、ラストでも「センソー、ハンタイ」と歌っている。一方で続く歌詞は「人民は愚かだ、愛に意味などない」（And people are stupid And love means nothing）と非常にシニカル。
- ボーン・イン・ザ・U.S.A：ブルース・スプリングスティーン（1984年） - ベトナム戦争と、その帰還兵について歌われた反戦歌であるが、“アメリカに生まれて”という題から、時の大統領ロナルド・レーガンが選挙運動で利用したように、愛国主義の歌として利用されるなどした。
- ラシアンズ（Russians）：スティング（1985年） - 当時の東西冷戦のことを歌ったもの。レーガンの名前も出てくる。他にも多くの反戦、政治批判の曲を発表している。
- 反逆のヒーロー（I Don't Want to be a Hero）：ジョニー・ヘイツ・ジャズ（1987年）
- ワン（One）：メタリカ（1989年）1988年リリースのアルバム『メタル・ジャスティス』収録及び1989年リリースのシングル曲。ダルトン・トランボの反戦小説『ジョニーは戦場へ行った』をモチーフにしている。
- シヴィル・ウォー (Civil War)　：ガンズ・アンド・ローゼズ (1990年) 1991年発売のアルバムユーズ・ユア・イリュージョンの先行シングル。2022年現在のライブにおいても演奏され、ウクライナ侵略をテーマにした映像や、ウクライナの国旗を掲げながらの演奏などを行っている。
- Too Young To Die (邦題、死ぬには早すぎる)：ジャミロクワイ (1993年) - 特定の戦争に関してではない。反戦だけでなく環境や動物や人権保護のメッセージも含んでいる。

### 2000年 - 2010年代
- アフター・ザ・ガーデン（After the Garden）：ニール・ヤング（2006年） - ニール・ヤングは、同曲の他にも反戦や米政府批判の曲を多く発表している。
- アメリカン・イディオット (American Idiot)　：グリーン・デイ (2000年) イラク戦争に反対した曲である。

## 日本の反戦歌
- 平和を守れ（1949年）- 作詞・木谷健一、作曲・種市蔵一[14]
- 原爆を許すまじ（1954年）- 中央合唱団。作詞・浅田石二、作曲・木下航二[15]
- 死んだ男の残したものは：友竹正則（1965年） - 作詞・谷川俊太郎、作曲・武満徹[16]。高石ともや、小室等ほか沢山の歌手に歌われている。
- 戦争は知らない（1967年、坂本スミ子、ザ・フォーク・クルセダーズ、カルメン・マキ）
- ゲンシバクダンの歌：小室等と六文銭（1968年） - 1970年の記録映画「だからここに来た - 全日本フォーク・ジャンボリーの記録」にライブ映像が残っている。
- 友よ：岡林信康（1968年）－かつて反戦デモや政治的集会などにおいて盛んに歌われたテーマソングのような存在。新宿駅西口地下広場で展開されたベトナムに平和を!市民連合（ベ平連）によるフォークゲリラ集会の定番曲。「ベ平連のうた－その発展の足跡－」（芸術出版）にも楽譜が収録されている。
- 朝に別れのほほえみを：ザ・タイガース(1968年）作詞：山上路夫 作曲：村井邦彦　アルバム「ヒューマンルネッサンス」収録
- 忘れかけた子守唄：ザ・タイガース(1968年）　作詞：なかにし礼　作曲：すぎやまこういち　アルバム「ヒューマンルネッサンス」収録
- 自衛隊に入ろう：高田渡（1969年）[5] - 自衛隊批判の暗喩のつもりだったのだが、歌詞の内容を真に受けたのか、自衛隊からこの曲を広報用に使わせてほしいとオファーがあったと言われる。
- フランシーヌの場合：新谷のり子（1969年）[17] - 「フランシーヌ」とは、1969年3月30日にベトナム戦争等に抗議して焼身自殺したフランス人女性[18]・フランシーヌ・ルコント（Francine Lecomte）のこと。
- イムジン河：ザ・フォーク・クルセダーズ（1969年）[17] - 元は北朝鮮の曲。
- さとうきび畑：寺島尚彦。沖縄戦を振り返る。森山良子のカバー（1969年）が著名[19]。
- 坊や大きくならないで：マイケルズ
- 腰まで泥まみれ：中川五郎
- いつのまにか：中川五郎
- 血まみれの鳩：五つの赤い風船（1969年）
- 日の丸：斎藤哲夫
- むかしばなし：バラーズ
- 追放の歌：休みの国(1969)、ジャックス
- 大統領殿：高石友也（ボリス・ヴィアンの「脱走兵」の日本語歌詞）
- プレイボーイ、プレイガール：フォーク・キャンバズ（編集盤「反戦歌」収録曲）
- 男らしいって　わかるかい：ザ・ディラン(1971)
- 教訓I：加川良（1971年）
- 一本の鉛筆：美空ひばり（1974年） - 第1回広島平和音楽祭で歌った[20]。クミコらにカバーされている。
- ヒロシマの有る国で：山本さとし（1983年）
- 明日なき世界：RCサクセション（1988年） - バリー・マクガイアのカバー
- 黒い雨：初代桜川唯丸（1991年） - 古謝美佐子（2005年）
- チンタマケの唄：野坂昭如（2000年）
- 敵はどこだ？：ポルノグラフィティ（2002年）2001年9月に発生したアメリカ同時多発テロ事件を題材としている。
- 夏の終わり:森山直太朗(2003年) -森山本人が、反戦歌であると明言している[21]。
- 奇妙な世界：忌野清志郎（2003年） - 忌野はこの他にも反戦、反核に関する曲を多く発表している。
- World Peace Now（「世界・自由・アメリカ」所収）：制服向上委員会（2003年） - イラク戦争当時、同名の反戦集会及び市民団体に捧げられたもの。
- 世界に一つだけの花：SMAP（2003年） - 発売された年がイラク戦争の年で、TBS系列のニュース番組筑紫哲也 NEWS23のキャスター筑紫哲也が、「反戦歌であると思う」と評した他、歌詞において花や個々人を賛美することで平和の大切さを訴えるという、CDリリース時のSMAPメンバーのコメントによるところが大きいものだった。後述のTriangleとともに、2022年2月より勃発したロシアによるウクライナへの軍事侵攻を受け、再び注目が集まった。
- 極東戦線異状なし!?：ソウル・フラワー・ユニオン（2004年）
- 死んだ女の子：元ちとせ（2005年）　-詩／ナジム・ヒクメット、訳詞／中本信幸、作曲／外山雄三（とやまゆうぞう）。他に飯塚広が訳し、歌声喫茶で歌われたものが古くから知られる。
- Triangle：SMAP（2005年）-2022年2月から開始されたロシアによるウクライナへの軍事侵攻を受け、再び注目が集まった。
- little Fát Màn boy：LM.C（2006年） - 広島市と長崎市に投下された原子爆弾を擬人化した歌詞である。
- War is not the answer（「War is not the answer」所収、タイトルナンバー）：東田トモヒロ（2008年）
- INORI 〜祈り〜：クミコ（2010年）[22]
- 終わりなき旅路の中で…：清木場俊介（2010年）
- リメンバー：佐藤しのぶ (2013年)
- 地下道の底で夢を見てる：中川敬（2015年）- ソウル・フラワー・ユニオンの中川敬が戦争末期・戦後の上野駅地下道の戦災孤児をテーマに書いた曲。

このほかにも、反戦歌とされながらも関係者がその意図を否定しているもの（ジローズの「戦争を知らない子供たち」、梅原司平の「折り鶴」など）もある。